# ولایت اروزگان
اُرُزگان یکی از ۳۴ ولایت افغانستان به مرکزیت شهر ترین‌کوت است و از ولایات مرکزی افغانستان به‌شمار می‌رود. بر اساس احصائیهٔ سال ۱۳۹۹ ولایت ارزگان ۴۳۶٬۰۷۹ نفر جمعیت، و ۱۱٬۴۷۳٫۷ کیلومتر مربع پهناوری دارد. جمعیت این ولایت را پشتون‌ها، هزاره‌ها و اقلیتی از تاجیک‌ها تشکیل می‌دهند.

## پیشینه
کشف کتیبه‌هایی به خط یونانی در ارزگان که در حدود سال ۵۰۰ میلادی نوشته شده است از گذشتهٔ تاریخی این منطقه خبر می‌دهد. این منطقه بخشی از اراکوزیای باستان بود و قبل از سقوط به دست هخامنشیان، توسط مادها اداره می‌شد. در ۳۳۰ قبل از میلاد، اسکندر بزرگ منطقه را اشغال کرد اما آن را به حکومت سلوکیان سپرد که بعداً توسط امپراتوری موریا تحت سلطه آشوکا درآمد. کجولا کدفیسس پس تأسیس امپراتوری کوشانیان ارزگان را تصرف نمود و آنرا الی ظهور یفتلیان در دست داشت. یفتلیان پس از اینکه زابل را پایتخت شان قرار دادند حملات شان را از این منطقه بر هند سازماندهی می‌کردند. پسانتر وقتی یفتلیان ضعیف شدند و قلمرو آن میان حکومت‌های مختلف تقسیم شد، اروزگان به زنبیلشاه رسید.
ارزگان پیش از دورهٔ اسلامی مرکز زابلستان بوده و پادشاه مقتدری بنام زاول‌شاه بزرگ (زنبیلشاه یا رتبیلشاه) بر آن حکومت می‌کرده است. در دوره‌های اسلامی به ویژه در روزگار غزنویان نیز این منطقه دارای اهمیت و مورد توجه حاکمان بوده است. پس از غزنویان به‌ترتیب غوریان، خوارزمشاهیان، آل‌کرت، تیموریان، هوتکیان و امپراتوری درانی بر اروزگان حکومت کردند. اقتدار و اهمیت ارزگان ادامه می‌یابد تا اینکه بعدها به صورت یک حکومت محلی مقتدر و مستقل اظهار وجود می‌کند و از زمان نادرشاه افشار تا دورهٔ عبدالرحمان یکی از ولایات مهم و بزرگ هزارستان به‌شمار می‌آمد. عبدالرحمان با حملاتی به مردم هزارهٔ ارزگان آسیب زیادی زد و بیشتر مناطق ارزگان را که در آن زمان دایکندی نیز بخشی از ارزگان بود، غصب نمود و قبیله‌های پشتون را ساکن نمود.
بعدها احزاب هزاره و پشتون در ارزگان وارد شدند و ادارهٔ منطقه را به‌دست گرفتند و تا سال ۱۳۶۷ خورشیدی، روابط نسبتاً عادی میان آنان برقرار بود. در سال ۱۳۶۹ خورشیدی جنگی میان هزاره‌ها و پشتون‌ها در منطقه رخ داد که معروف به جنگ ارزگان سال ۱۳۶۹خ است. در سال ۱۳۷۳ خورشیدی گروه طالبان پس از پیشروی در دیگر مناطق افغانستان به آسانی مناطق پشتون‌نشین ارزگان را تصرف نموده و آن‌ها را با خود همگام ساختند. آنگاه با احزاب هزاره وارد مذاکره شدند و به مرور زمان مناطق هزاره‌نشین را نیز به تصرف خود درآوردند.

## جغرافیا

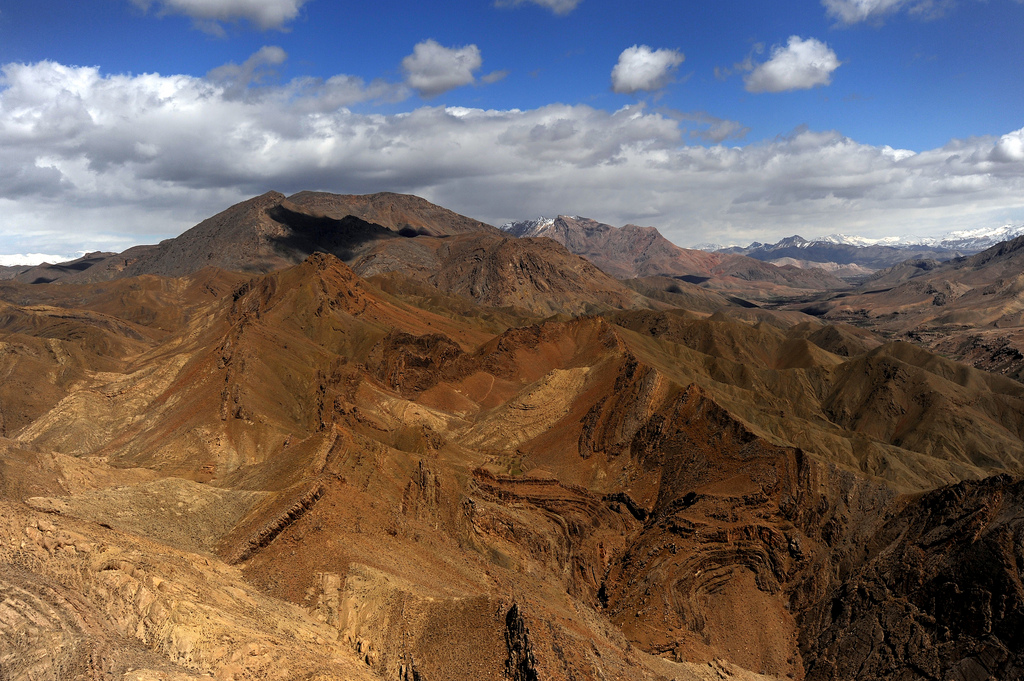
کوهستان‌های اروزگان، ولسوالی‌ترین

ولایت ارزگان در مرکز افغانستان بین ۳۲ درجه و ۸ دقیقه عرض شمالی و ۶۶ درجه عرض شرقی از نصف النهار گرینویچ قرار گرفته است. طول متوسط این ولایت به خط مستقیم در جهت شمال به جنوب ۷۰ کیلومتر و عرض متوسط آن در جهت شرق-غرب حدود ۱۳۰ کیلومتر است. ولایت ارزگان از سمت شمال با ولایت دایکندی، از سمت جنوب با ولایات زابل و قندهار، از شرق با ولایت غزنی و از غرب به ولایت هلمند محدود است. شهر ترین‌کوت مرکز ولایت اروزگان است. ارتفاع این شهر از سطح دریا ۲٬۵۰۰ و پهناوری آن ۱۲٬۶۴۰ کیلومتر مربع است که تقریباً یک پنجاه و یکم یا ۲٫۰۲٪ پهناوری کل افغانستان را شامل می‌شود. ولسوالی خاص ارزگان بزرگ‌ترین و ولسوالی دهراوود کوچک‌ترین ولسوالی‌های ارزگان هستند.
کوه‌های ولایت ارزگان را بند خاکباد، شیروغر، توس، کافرجر و نیلو تشکیل می‌دهد که ارتفاع اعظمی آن به ۴٬۸۰۳ متر از سطح دریا می‌رسد. دریای‌های اصلی ارزگان هیرمند است که از وسط ارزگان می‌گذرد و تیری‌رود که معاون آن است و از شهر ترین‌کوت می‌گذرد. سایر معاونان هیرمند که از ولایت ارزگان منبع می‌گیرند و آنرا سرسبز می‌سازند رودهای اجرستان، خوردک و کجرود می‌باشد.

## جمعیت‌شناسی
تا سال ۲۰۲۰، کل جمعیت استان حدود ۴۳۶۰۷۹ نفر است. برآورد می‌شود که این استان ۴۵۰۰۰ خانوار دارد که هر کدام به‌طور متوسط حدود شش عضو دارند. بخش بزرگی از جمعیت مستقر ارزگان متعلق به قوم پشتون و قوم هزاره است. همچنین جمعیت کمی از کوچی‌های پشتون وجود دارد که شمار آنها با فصل متفاوت است.

### پراکنش جمعیت
| ناحیه      | مرکز    | جمعیت   | مساحت  | تراکم | یادداشت                                                                     |
| ---------- | ------- | ------- | ------ | ----- | --------------------------------------------------------------------------- |
| شهید حساس  |         | ۶۶۶۹۵   | ۲۲۶۱   | ۳۰    | عمدتاً هزاره، کمی پشتون.                                                     |
| چوره       |         | ۷۲۲۷۶   | ۲۱۸۹   | ۳۳    | پشتون و هزاره مختلط. شامل «منطقه چینارتو» است.                              |
| دهراوود    |         | ۶۹۲۱۳   | ۱۳۶۰   | ۵۱    | اکثریت پشتون، اقلیت هزاره.                                                  |
| گیزاب      |         | ۴۷۶۳۲   | ۲۵۲۰   | ۱۹    | ۱۲۶ روستا. عمدتاً هزاره‌ها، تعداد کمی پشتون. قبلاً متعلق به ولایت دایکندی بود. |
| خاص ارزگان |         | ۶۳۹۰۴   | ۲۸۲۱   | ۲۳    | اکثریت هزاره، اقلیت پشتون.                                                  |
| ترین‌کوت    | ترین‌کوت | ۱۱۶٬۳۵۹ | ۱٬۹۷۴  | ۵۹    | غالباً پشتون، کمی هزاره.                                                     |
| "ارزگان"   |         | ۴۳۶٬۰۷۹ | ۱۱٬۴۷۴ | ۳۸    | ۵۰٫۵٪ پشتون‌ها، ۴۹٫۶٪ هزاره‌ها.                                               |

1. ↑  توجه: "عمدتاً یا "تسلط" به ۹۹٪، "اکثریت" ۷۰٪، "مخلوط" تعبیر می‌شود. به عنوان ۱/(تعداد قومیت‌ها)، "اقلیت" به عنوان ۳۰٪ و "چند" یا "بعضی" به عنوان ۱٪.

## نواحی ارزگان
- اجرستان:

در شرق ارزگان و ناحیهٔ غربی بهسود واقع شده است. در قسمت شرقی آن تپهٔ است مشهور به شهر قرغان (به معنی قلعه و حصار).
- دایکندی:

یکی از مناطق ولایت اُرُزگان به نام دایکندی در تاریخ ۲۸ مارس ۲۰۰۴م به‌عنوان یک ولایت جداگانه تشکیل شد.
دای به معنی قبیله یا سرزمین و بزرگ و با مردم به کار می‌رفته است. چنان‌که در نام‌های ترکی-مغولی به صورت پسوند یا پیشوند در نام اشخاص استفاده می‌شده است. در لهجهٔ هزارگی دی معنای زیاد، بسته، یکجایی و خرمن را می‌رساند.
- دایزنگی:
- شهرستان:

از نظر تاریخی شهرستان جزء ناحیهٔ وسیعی به نام غرجستان بوده که جزئی از سرزمین غور یا پاروپامیزاد بخش مرکزی خراسان یا افغانستان امروز که از شمال به غرب (بلخ) از جنوب به زابل و سیستان و از باختر به هرات (آریا) و از خاور به زابل و گندهارا محدود و متصل می‌شده است.

## تولیدات زراعتی
- زیره

احمدشاه خیری رئیس زراعت ولایت ارزگان می‌گوید: ساحه کشت زیره ولایت ارزگان حدود ۵۴۷ هکتار می‌باشد که ۴۹۹ هکتار آن را زیره سیاه و ۴۸ هکتار آن زیره سفید کشت می‌شود. تولید سالانه زیره ۶۱۰ تن است که از آن جمله ۵۷۳ تن زیره سیاه و ۸۰ تن آن زیره سفید است هر کیلو زیره در بازارهای داخلی به ۳۰۰ افغانی و هر تن آن ۳۰ هزار افغانی به فروش می‌رسد که سالانه ۱۸ میلیون افغانی عاید کشاورزان می‌شود.

## تقسیمات اداری

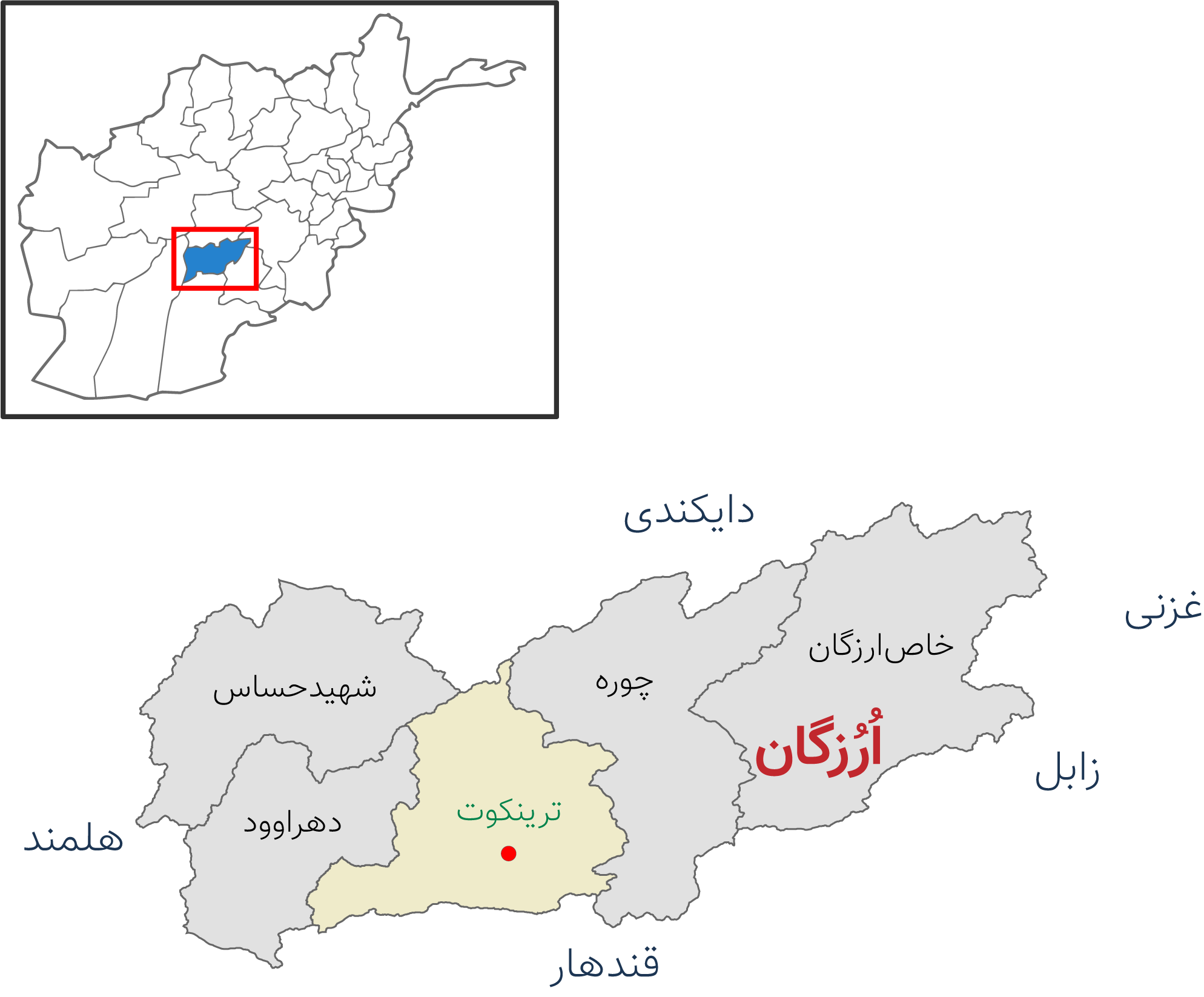
ولسوالی‌های ولایت ارزگان، افغانستان

ولایت ارزگان از زمان پادشاهی امیر شیرعلی خان تا سال ۱۳۴۲ ه‍.ش بخشی از ولایات کندهار، غور، بامیان و کابل بود، که در سال ۱۳۴۳ ه‍.ش به ولایت جداگانه مبدل شد. این ولایت دارای ۶ ولسوالی می‌باشد.
| ولسوالی           | مرکز    | جمعیت   | مساحت | یادداشت |
| ----------------- | ------- | ------- | ----- | ------- |
| ولسوالی شهید حساس |         | ۸۶٬۱۰۰  |       |         |
| ولسوالی چوره      |         | ۹۸٬۷۵۰  |       |         |
| ولسوالی دهراوود   | دهراوود | ۹۹٬۷۱۸  |       |         |
| ولسوالی گیزاب     |         | ۹۲٬۵۰۳  |       |         |
| ولسوالی خاص‌ارزگان |         | ۹۵٬۸۸۸  |       |         |
| ولسوالی ترین‌کوت   | ترین‌کوت | ۱۱۰٬۴۷۶ |       |         |